# Maria Goeppert-Mayer
Maria Goeppert-Mayer (Katowice, 28 giugno 1906 – San Diego, 20 febbraio 1972) è stata una fisica tedesca naturalizzata statunitense, premio Nobel per la fisica nel 1963 assieme a J. Hans D. Jensen per aver proposto il modello a guscio (shell) del nucleo atomico. 
Fu la seconda donna a ricevere il premio Nobel per la fisica, dopo Marie Curie.

## Biografia
Maria Goeppert nacque a Katowice, città della Slesia (all'epoca parte dell'Impero tedesco) unica figlia del professore di pediatria Friedrich Goeppert (1870–1927) e della moglie Maria, insegnante di lingua e musica. Il nonno Heinrich Robert Goeppert (1838-1882) era stato docente di diritto, un bisnonno docente di botanica e un trisavolo, Heinrich Goeppert, docente di Farmacia. 
Nel 1910 si trasferì con la sua famiglia a Gottinga, quando il padre fu nominato professore di pediatria presso l'Università Georg-August. Goeppert era più legata al padre che alla madre. "Be', mio padre era più interessante" avrebbe spiegato in seguito. "Dopo tutto era uno scienziato."
Goeppert frequentò la Höhere Technische a Gottinga, una scuola per ragazze della classe media che aspiravano ad un'educazione superiore. Nel 1921 entrò al Frauenstudium, una scuola privata gestita da suffragette che puntava a preparare le ragazze per l'università. Sostenne l'abitur, l'esame di ammissione all'università, a 17 anni, un anno in anticipo, con tre o quattro ragazze della sua scuola e 30 ragazzi. Tutte le ragazze passarono. Dei ragazzi solo uno.
Nella primavera del 1924 Goeppert entrò all'università come studentessa di matematica. La significativa carenza di insegnanti di matematica donne nelle scuole femminili portò, in quel momento di alta disoccupazione, ad un incremento di donne che studiavano matematica. All'università di Gottinga insegnava anche una professoressa di matematica, Emmy Noether.
All'università, la Goeppert si interessò alla fisica e scelse di conseguire un dottorato. Nella sua tesi di dottorato del 1930 elaborò la teoria del possibile processo di assorbimento a due fotoni. Eugene Wigner, tempo dopo, avrebbe descritto la tesi come un "capolavoro di chiarezza e concretezza". Ai tempi però, le possibilità di verificare sperimentalmente la sua tesi sembravano remote, ma lo sviluppo del laser permise la prima verifica sperimentale nel 1961 quando la fluorescenza di due fotoni eccitati fu rivelata in un cristallo drogato con europio. Come riconoscimento al suo contributo fondamentale in questo campo, l'unità della sezione d'urto dell'assorbimento a due fotoni è denominata Goeppert-Mayer (GM). 1 GM è 10−50 cm4 s fotoni−1. I suoi relatori furono tre futuri premi Nobel: Max Born, James Franck e Adolf Otto Reinhold Windaus.
Il 19 gennaio del 1930 Goeppert sposò l'americano Joseph Edward Mayer, uno degli assistenti di James Franck. I due si erano conosciuti quando Mayer si era imbarcato con la famiglia Goeppert. La coppia si trasferì negli Stati Uniti, dove a Mayer era stato offerta una posizione di professore associato di chimica all'università Johns Hopkins. Ebbero due bambini: Maria Ann e Peter Conrad.
Le regole severe contro il nepotismo impedirono a Goeppert di essere assunta formalmente alla Johns Hopkins in cui già insegnava il marito. Ottenne invece un lavoro come assistente presso il Dipartimento di Fisica lavorando con la corrispondenza dalla Germania. Lo stipendio era molto basso, ma aveva un luogo dove lavorare e accesso ai servizi dell'università. Riuscì quindi, malgrado la sua posizione non ufficiale, a tenere alcuni corsi e a pubblicare un'importante ricerca sul decadimento beta nel 1935.
Alla Johns Hopkins c'era in quegli anni scarso interesse per la meccanica quantistica, ma Goeppert lavorava con Karl Herzfeld, collaborando con lui in alcune pubblicazioni. Inoltre nelle estati dal 1931 al 1933 tornò periodicamente a Gottinga per lavorare con il suo relatore Born, scrivendo un articolo con lui per il Handbuch der Physik. I viaggi in Germania terminarono quando, nel 1933, il Partito Nazista andò al potere e molti accademici, compresi Born e Franck, persero il loro lavoro. Goeppert e Herzfeld si impegnarono in alcune iniziative umanitarie per i rifugiati.
Joseph Mayer nel 1937 venne licenziato. Mayer attribuì questo fatto alla sua relazione con la Goeppert che, essendo una donna in un'università ancora molto sessista e tedesca in una nazione quasi in guerra con la Germania, non era molto ben vista dal preside della facoltà di fisica. La coppia di conseguenza si trasferì a New York dove Mayer nel 1939 riuscì ad ottenere un posto alla Columbia, mentre Goeppert si dovette accontentare di un lavoro non stipendiato. Goeppert strinse immediatamente amicizia con Harold Urey ed Enrico Fermi che erano arrivati alla Columbia nello stesso anno. Fermi le chiese di investigare gli elementi transuranici non ancora scoperti. Usando il modello di Thomas-Fermi, Goeppert riuscì a predire che essi avrebbero dovuto presentare una configurazione elettronica degli elettroni più esterni simile a quella delle terre rare. Previsione che oggi sappiamo essere corretta.
Nel 1946 fu fondato l'Argonne National Laboratory nei pressi di Chicago, e le fu offerta una posizione come Senior Physicist nella divisione di fisica teorica. Il modello a guscio della struttura del nucleo atomico, per cui ottenne il Nobel nel 1963, fu sviluppato durante gli anni di Chicago e Argonne.
Soltanto nel 1960 Goeppert-Mayer divenne professoressa ordinaria di fisica, presso l'Università della California a San Diego, dove continuò la sua attività di ricerca in fisica nucleare fino alla sua morte (1972).